# ジヒドロビオプテリン
ジヒドロビオプテリン（dihydrobiopterin、BH2）は、ドーパ、ドーパミン、ノルアドレナリンおよびアドレナリンの生合成に必須な補因子である。セピアプテリンレダクターゼによってセピアプテリンから合成される。

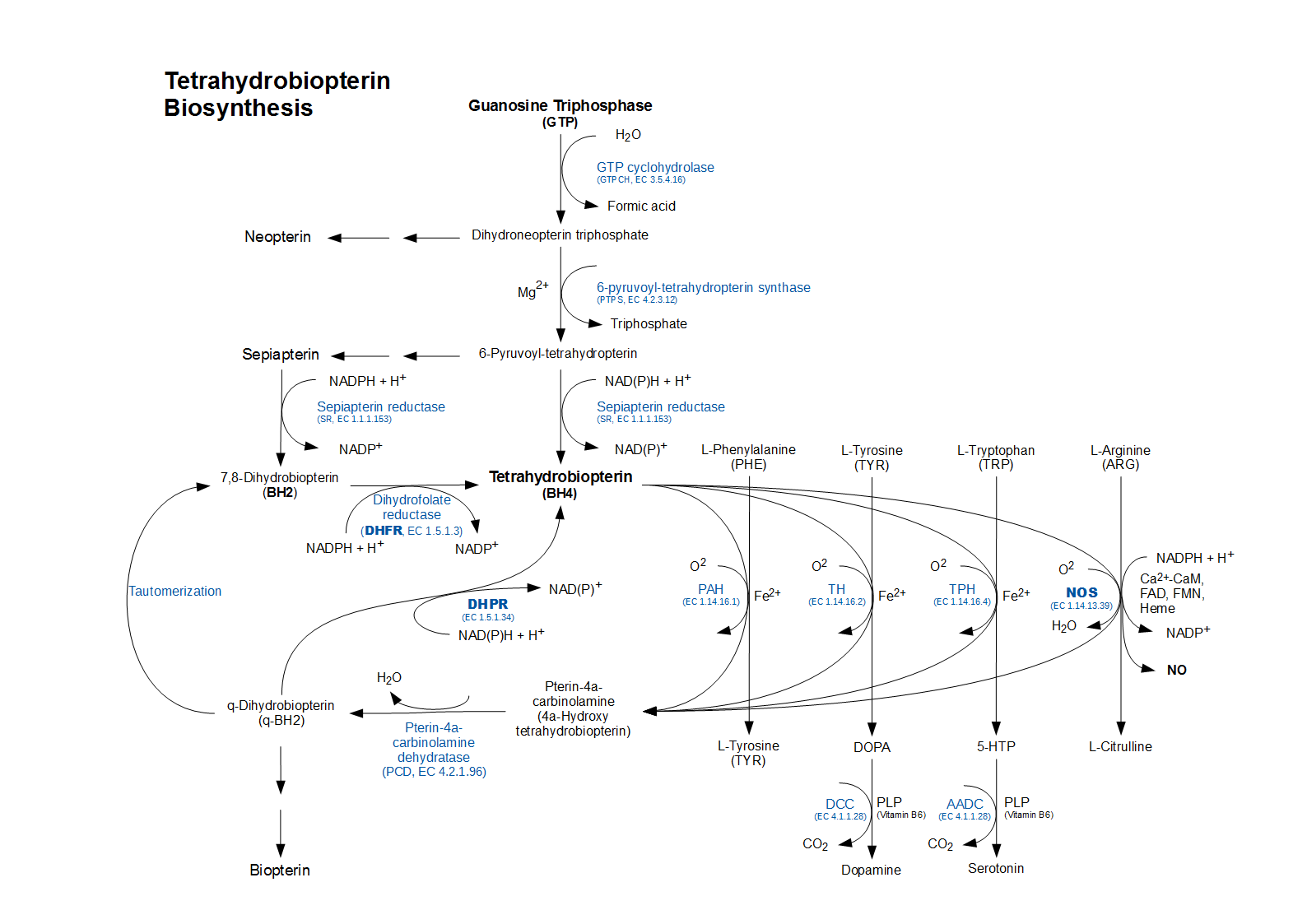
テトラヒドロビオプテリンの生合成とその再生経路。クリックで拡大